# Protohistoria de la península ibérica

Lenguas paleohispánicas alrededor del 300 a. C.

Protohistoria de la península ibérica es la denominación historiográfica del periodo inicial de la historia antigua de la península ibérica, del final de la prehistoria de la península ibérica, o de la transición entre ambas épocas.
La protohistoria es el periodo del que no hay fuentes escritas directas (es decir, producidas directamente por la sociedad protohistórica), sino indirectas (es decir, producidas por otra sociedad, una sociedad que ya ha llegado a una fase histórica, en la que se producen documentos escritos); así como el periodo en que aparece por primera vez la escritura en cada una de las culturas o civilizaciones.
Tal fase protohistórica, para la península ibérica, se da en los últimos siglos del II milenio a. C. y la mayor parte del I milenio a. C., lo que corresponde con el Bronce Final y la Edad del Hierro. En esas épocas, la relación de los denominados pueblos colonizadores del Mediterráneo oriental (griegos y púnicos —fenicios y cartagineses—) fue muy intensa con el Mediterráneo occidental, y en concreto con el "extremo occidente" (la costa mediterránea peninsular, las islas e islotes inmediatos a esa costa —lugares especialmente propicios para la localización de las colonias— y el archipiélago Balear; e incluso, en mucha menor medida, las zonas exteriores al estrecho de Gibraltar —costa atlántica de la península ibérica y rutas atlánticas hacia el sur, incluyendo las islas Canarias, y el norte—) que se pobló de referencias difusas en la mitología (jardín de las Hespérides, islas Afortunadas, columnas de Hércules, viaje de Ulises —episodio con Calipso en la isla de Ogigia—). Los corónimos que designaban a la región (Hesperia, Iberia, Hispania) se formaron en esta época como exónimos, en ausencia de una denominación autóctona, que no existía más allá de los topónimos locales. Incluso los nombres atribuidos a los pueblos indígenas (y su identificación) eran habitualmente resultado de las categorías diseñadas por los colonizadores atendiendo a sus propios criterios.

## Fuentes

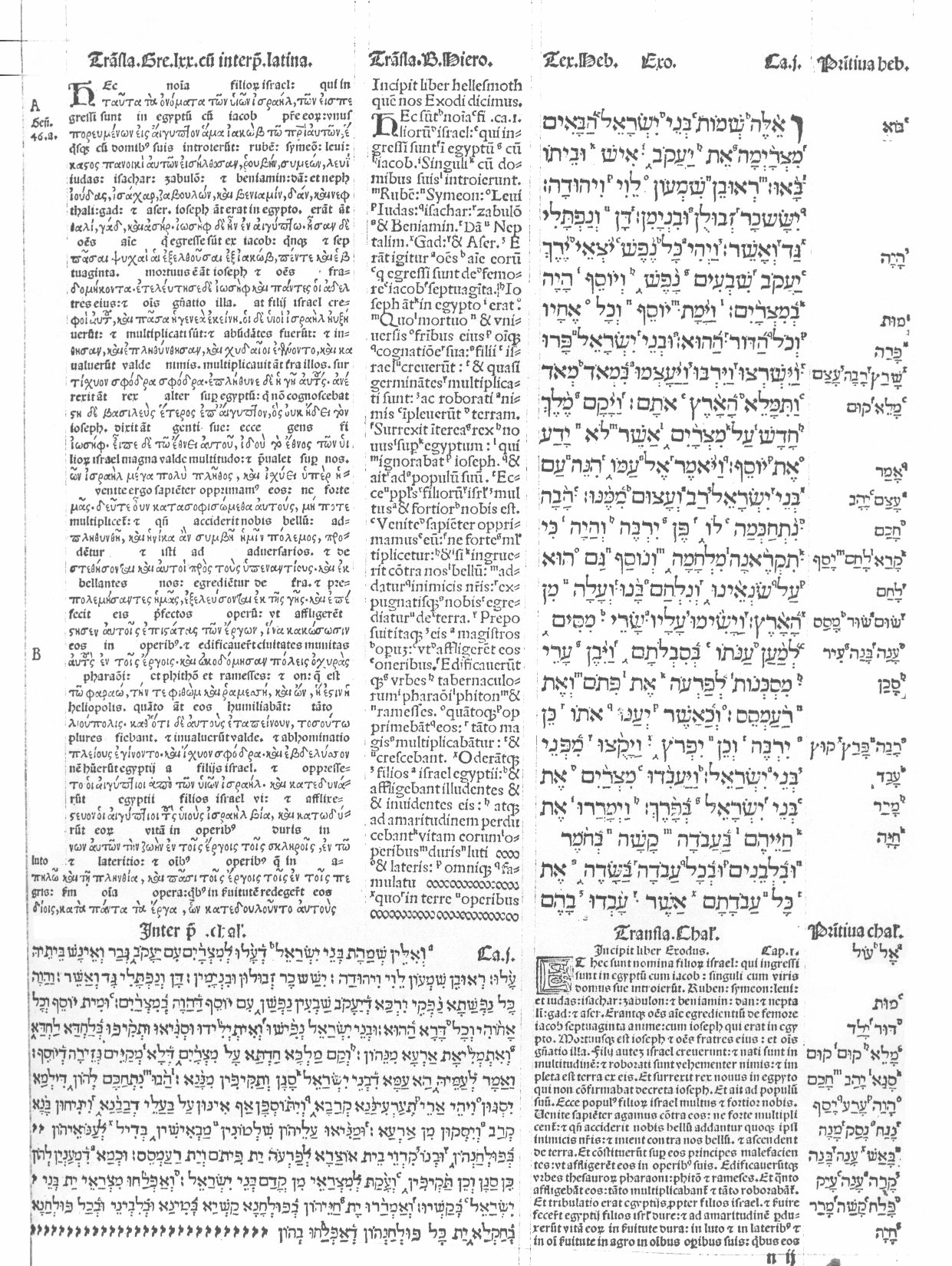
Edición trilingüe de la Biblia.
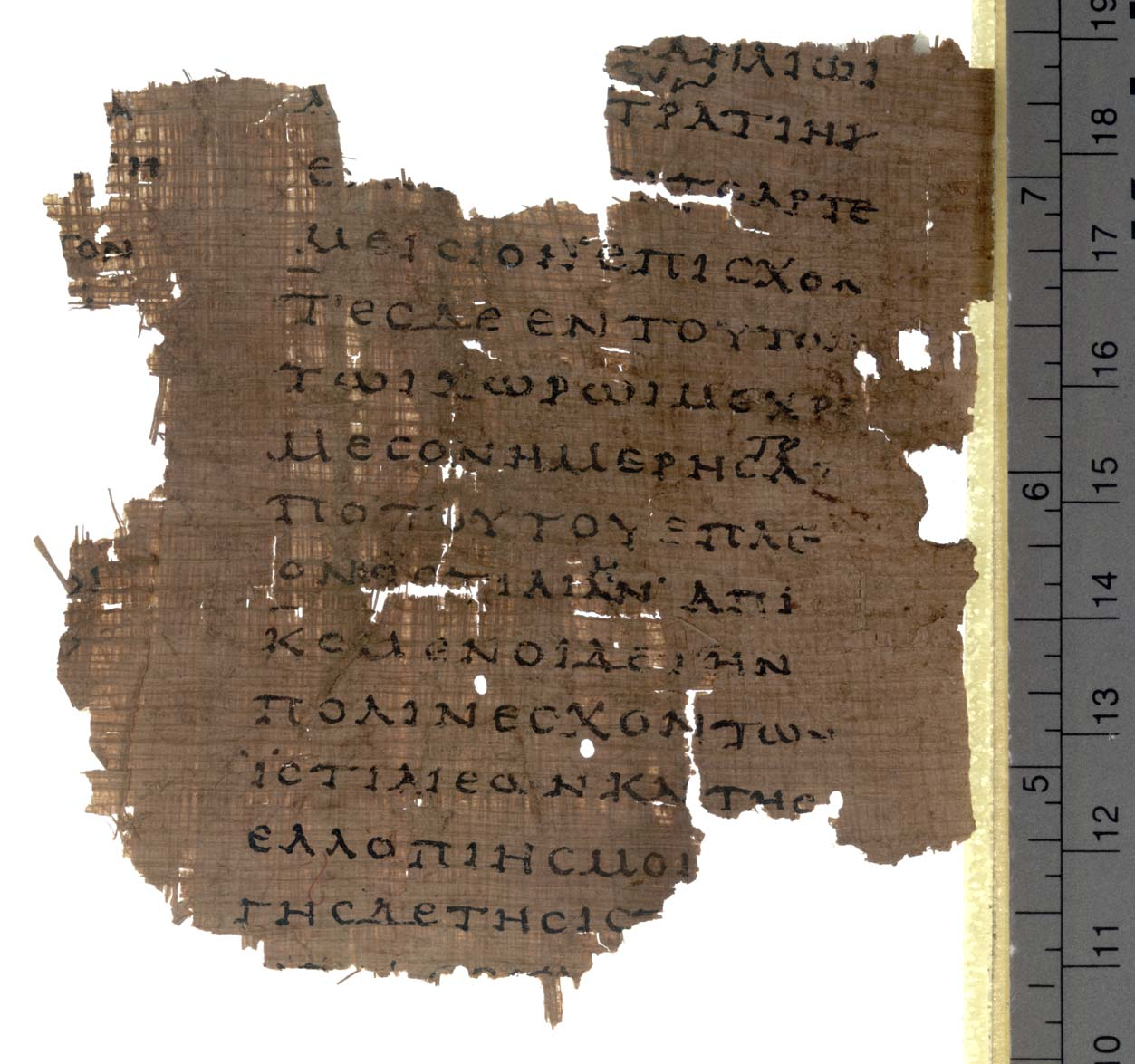
Fragmento de las Historias de Heródoto. La principal referencia a la península ibérica se da en el Libro IV, capítulo CLII.
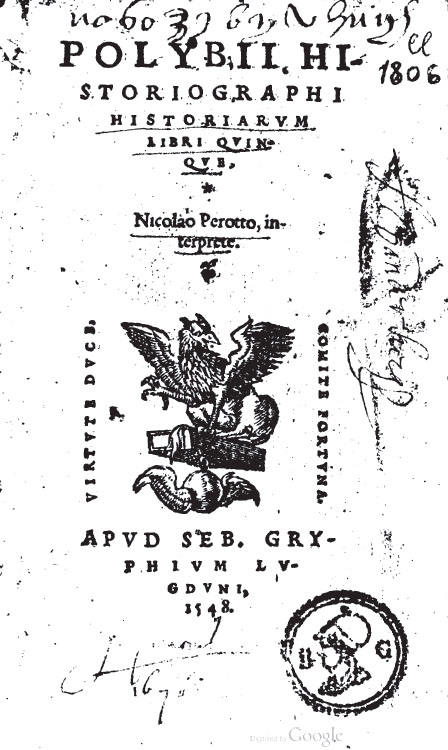
Edición moderna de las Historias de Polibio.
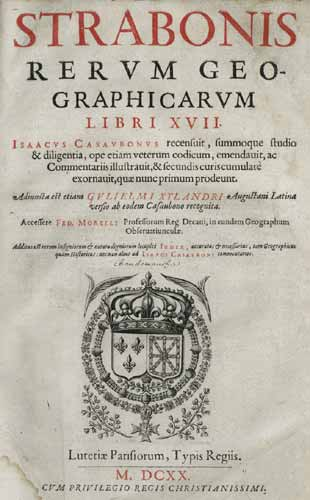
Edición moderna de la Geografía de Estrabón. El libro III se dedica a Iberia: cap. I - La costa atlántica, cap. II - La Turdetania, cap. III - El Tajo y la Lusitania, cap. IV - La costa mediterránea y la Celtiberia, cap. V - Las islas de Iberia
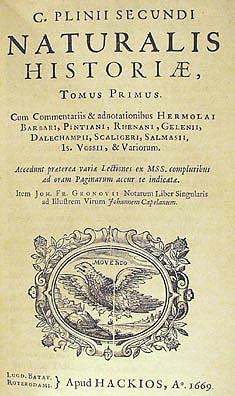
Edición moderna de la Historia Natural de Plinio el Viejo. El libro III es el que contiene más referencias a Hispania.
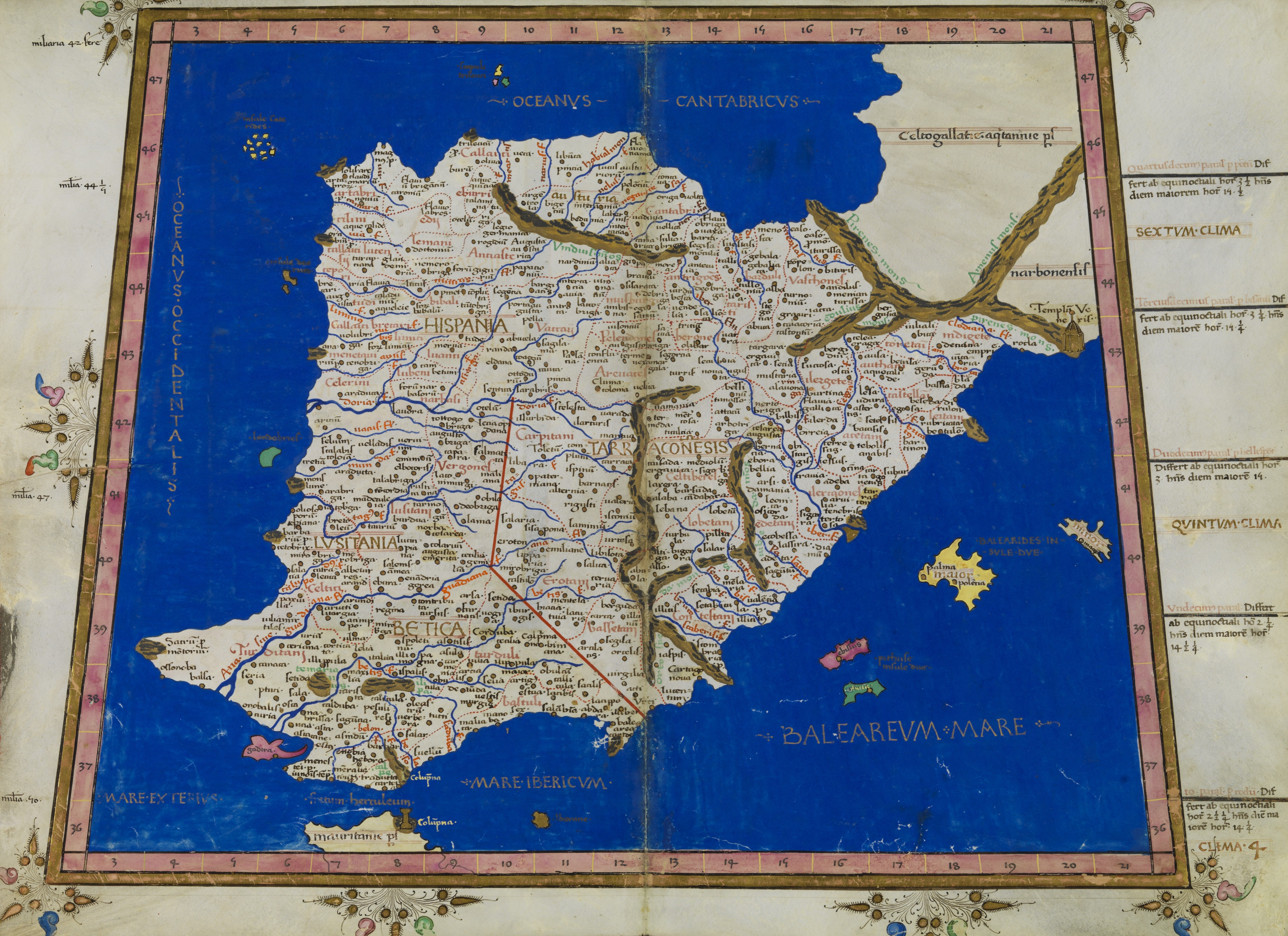
La península ibérica en la Geografía de Claudio Ptolomeo.

## Pueblos prerromanos
Dado que fue la romanización el proceso decisivo, se denominan pueblos prerromanos a los que se identifican como pueblos indígenas de la península ibérica anteriores a ese proceso. Los de la denominada área ibérica (sur y este peninsular) fueron los que más intensamente habían recibido el impacto de las colonizaciones griega y púnica, y son calificados como "pre-indoeuropeos". En la zona suroccidental se produjo incluso el surgimiento (y desaparición) de una entidad política de dimensión estatal: Tartessos. Los pueblos de la denominada área indoeuropea (centro, oeste y norte peninsular) estaban más bien vinculados al ámbito cultural centroeuropeo conocido como celta, aunque entre ellos había un notable caso de pueblo preindoeuropeo: los vascones.

### Tartessos

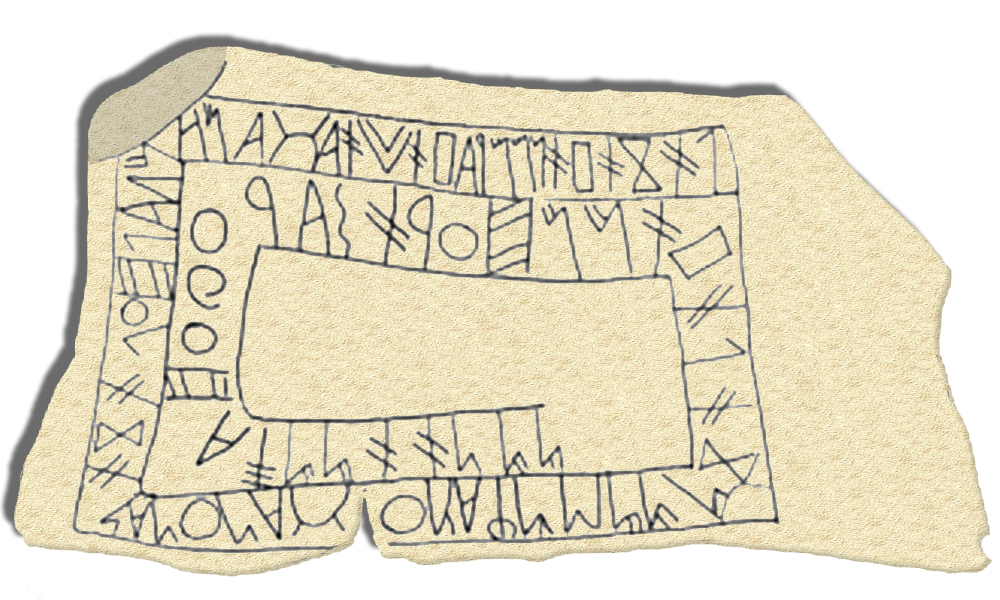
Escritura tartésica en una placa procedente de Fonte Velha (Bensafrim, sur del actual Portugal).

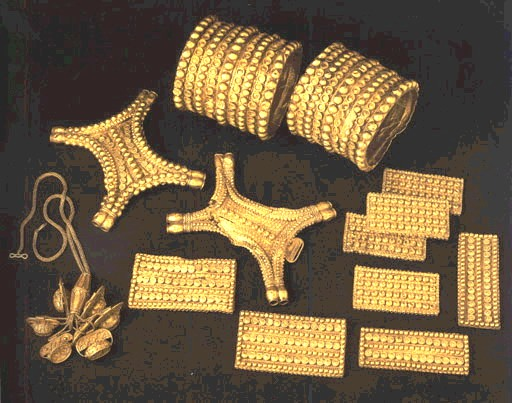
Tesoro de El Carambolo (hallado cerca de la actual Sevilla).

Tartessos es la entidad política más antigua de la península ibérica sobre la que hay referencia escrita. Como zona de influencia cultural (sin que pueda entenderse como ningún tipo de "frontera" política) se extendía por una gran parte del sur peninsular, hasta los ríos Tajo y Segura. Se ha llegado a considerar que posiblemente serían dos los centros de irradiación política y cultural en ese amplio territorio: al Oeste, el "Tartessos" identificado con la desembocadura del Guadalquivir (el desaparecido Lacus Ligustinus entre Cádiz, Sevilla y Huelva; y al Este la ciudad de Mastia Tarseion, identificada con la actual Cartagena.
Ante lo enigmático de las fuentes semíticas (en ausencia de fuentes fenicias -con la posible excepción de la estela de Nora-, las referencias al Tarshish de la Biblia), la parte principal de la información protohistórica proviene de un limitado corpus de fuentes griegas y romanas (las referencias a Τάρτησσος y a Tartessus en Estesícoro, Anacreonte, Heródoto, Avieno, etc. -se ha llegado incluso a considerar la Atlántida de Platón-). La relación entre los hallazgos arqueológicos y esas referencias protohistóricas está siendo constantemente revisada.
La civilización tartésica se construyó sobre una estructura socioeconómica de base ganadera y agraria (las vacas de Gerión), a la que posteriormente se añadió la explotación de las minas de la zona (la plata que da nombre al rey Argantonio). El auge de esta cultura tuvo lugar entre los siglos IX y VII a. C., coincidiendo con la etapa en que los fenicios se asentaron en factorías costeras para la adquisición de metales a cambio de productos elaborado que eran adquiridos por la élite tartésica como productos de lujo y prestigio.
Estos intercambios contribuyeron al desarrollo de la sociedad autóctona. Modificaron los ritos funerarios tartésicos y, probablemente, acentuaron la estratificación social. Hay pruebas que indican que la aristocracia tartésica explotó a la población que trabajaba en las minas y en los campos en su propio beneficio.
A partir del siglo VI a. C., Tartessos desaparece de las fuentes escritas, y la cultura material entra en una etapa de decadencia. Se han aducido desde causas externas, manifestadas de forma violenta (la imposición -a partir de la batalla de Alalia- de la colonización territorial cartaginesa, que habría destruido Tartessos, bien físicamente como ciudad, o bien en su entidad política); hasta causas endógenas, manifestadas de forma gradual (agotamiento de las vetas de mineral aprovechables, que habría acabado con el comercio colonial fenicio y habría llevado a las culturas nativas de nuevo a una economía exclusivamente agrícola y ganadera).

### Íberos

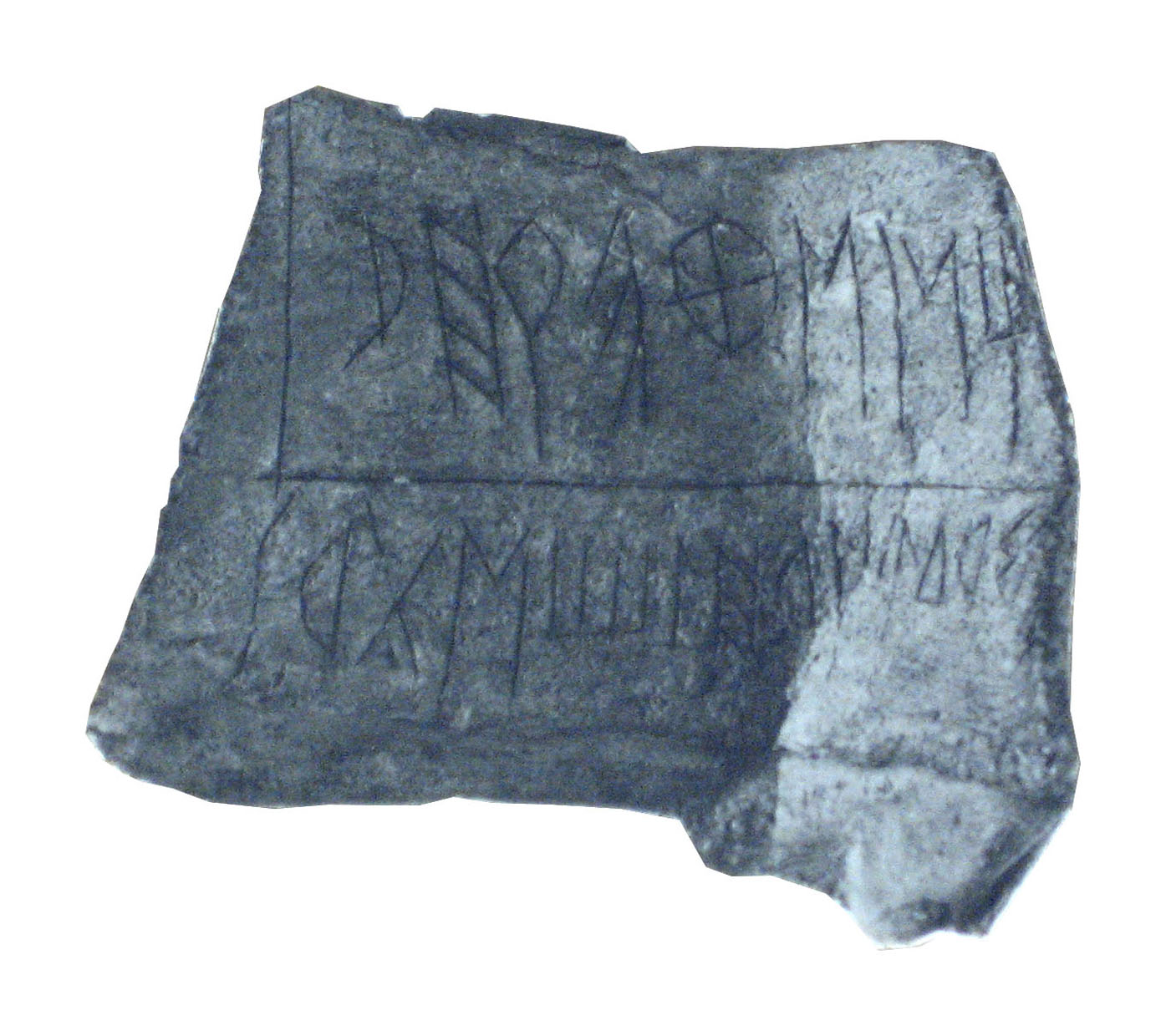
Placa de plomo proveniente del poblado ibérico de la Peña del Moro.

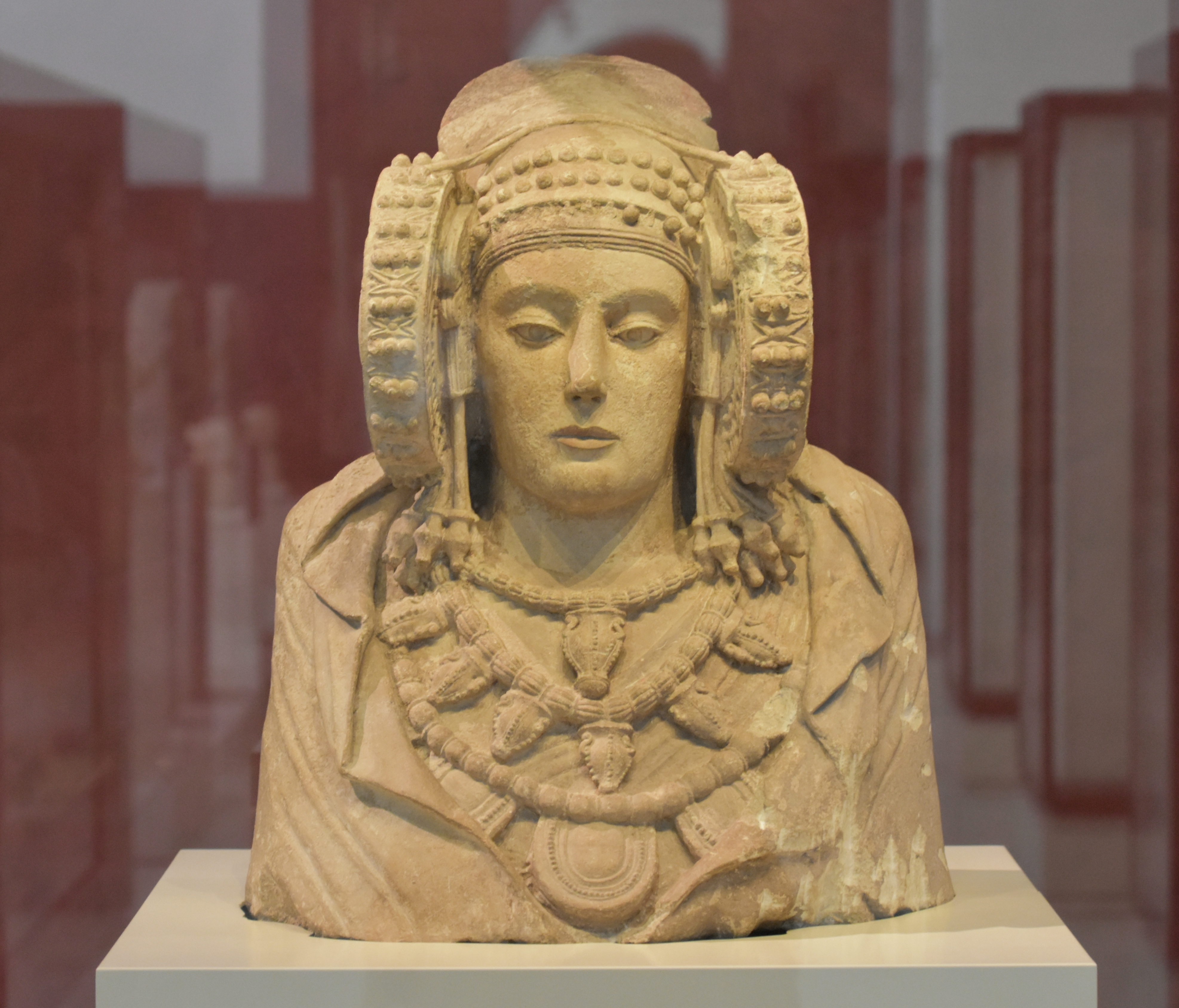
La Dama de Elche (Museo Arqueológico Nacional de Madrid). Desde su descubrimiento ha sido considerada la obra más importante del arte ibérico. Posiblemente su función era funeraria, al disponer de una cavidad posterior destinada para depositar las cenizas.

Los pueblos denominados "íberos" son los situados en toda la franja costera mediterránea, desde los Pirineos hasta Gades (Cádiz), incluyendo los valles del Ebro y el Guadalquivir. Las influencias culturales de griegos y cartagineses, se superponen sobre unos rasgos básicos, relativamente homogéneos, que proceden de una evolución autóctona de las culturas del Bronce peninsular: poblados fortificados de tamaño variable, desde ciudades a aldeas, a menudo en colinas y elevaciones de terreno, economía agrícola y ganadera, comercio con productos artesanales y minerales que intercambiaban con los colonizadores.
Entre los siglos V y III a. C., los distintos pueblos íberos adquirieron grados de desarrollo social y político diversos. La mayor parte desarrollaron una élite dirigente aristocrática que controlaba la producción del campesinado e imponía su dominio mediante la fuerza militar, como muestran los ajuares funerarios, cargados de armas (la famosa falcata ibérica) y con iconografía exaltadora de los valores guerreros. En ciertos pueblos se llegó a instituir el mandato personal de un líder o régulo. La conquista de cartagineses y romanos impidió su desarrollo y sometió a todos ellos al dominio externo.
La lengua íbera fue utilizada para la escritura con alfabetos derivados del griego y el fenicio, y su conocimiento está progresando, aunque todavía no se ha conseguido más que descifrar algunas fragmentos. Su cultura desarrolló ritos religiosos y funerarios característicos. En determinados núcleos que alcanzaron el desarrollo de verdaderas ciudades, se dio la planificación urbana. Entre las muestras artísticas que se conservan, destaca la escultura ibérica (Dama de Elche, Dama de Baza, cerro de los Santos o la llamada Bicha de Balazote).

### Celtas y celtíberos

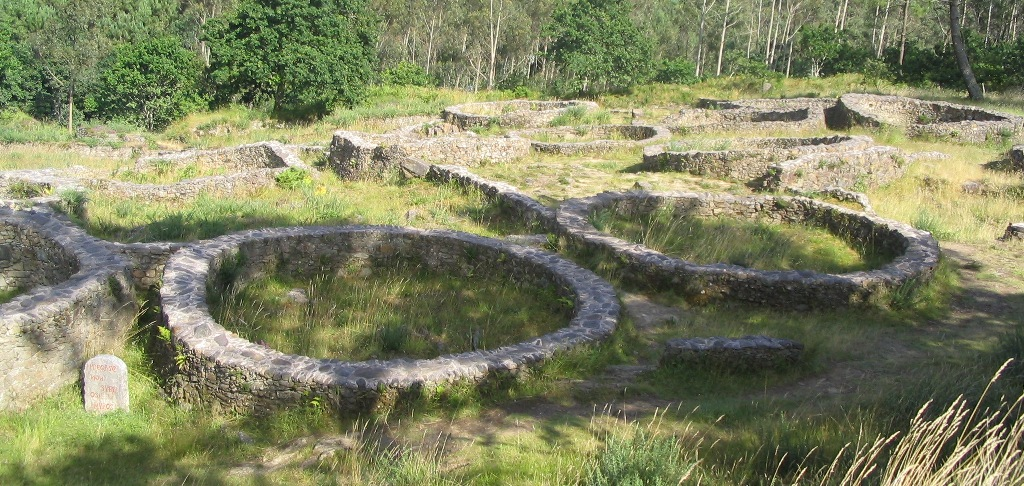
Castro galaico.

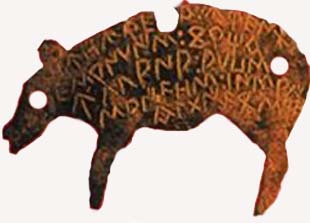
Tésera celtíbera de hospitalidad procedente de Uxama.

El centro, norte y oeste de la península acogió pueblos de lenguas indoeuropeas, procedentes del centro de Europa (idioma proto-celta), como atestigua la toponimia de las distintas zonas (con algunos enigmas sin resolver, como las inscripciones lusitanas). Los restos arqueológicos son dispares y de difícil interpretación, y la mayor parte de la información sobre estos pueblos procede de las fuentes romanas, en algunos casos de historiadores que acompañaban a los ejércitos en las campañas de conquista.
Los celtas de la península eran, en realidad, un conjunto de muy diversas etnias, conformados en unidades independientes, de muy diverso desarrollo político y cultural, y enfrentados muy habitualmente entre sí. Eran pueblos con una economía agraria, que se agrupaban en confederaciones de tipo tribal y con grupos aristocráticos. Se establecían en poblados pequeños pero muy bien fortificados (como los castros galaicos), poseían una metalurgia del hierro avanzada y una artesanía textil muy apreciada por los romanos (que a la hora de exigir pagos, solicitaban mantas de lana). Los celtíberos, el conjunto de pueblos situados en torno a la cordillera ibérica, eran los que mantenían un mayor contacto cultural con los pueblos íberos. Por el contrario, la franja cantábrica alojaba a los pueblos de mayor lejanía (astures y cántabros); mientras que los vascones y otros pueblos del grupo aquitano eran pre-indoeuropeos (de lenguas más cercanas a las ibéricas).

## Pueblos colonizadores
Los contactos iniciales de los navegantes procedentes del Mediterráneo oriental con la península ibérica se debieron limitar a pequeños y efímeros asentamentos, continuando sin grandes diferencias la conexión que desde hacía milenios se mantenía entre ambas zonas del Mediterráneo. Las primeras factorías de fenicios y griegos debieron ser de ese tipo: promontorios o islotes cercanos a la costa, cuya principal función era proporcionar el mejor refugio posible para naves, almacenes y expedicionarios mientras mantenían los intercambios comerciales con la población local. La continuidad e intensificación de la relación llevó a hacer estables las instalaciones y la presencia de pobladores (ya "colonos") y a evidenciar las ventajas de asegurarse el monopolio del control de la salida de las riquezas mineras a través de las rutas de navegación en beneficio sus metrópolis. Aun así, hasta mucho más tarde no hubo pretensiones de establecerse en el interior del territorio peninsular.

### Fenicios

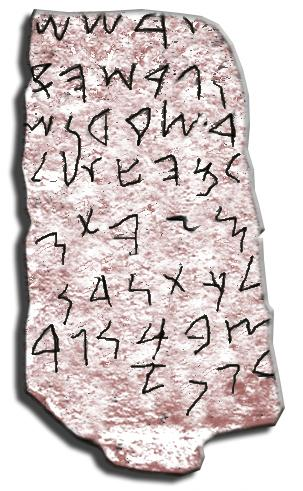
Estela de Nora. La posible lectura "Tarshish" (BTRŠŠ) pertenece al primer renglón (se escribe de derecha a izquierda, y sólo se aprecian completas las tres últimas letras).

La aparición de las colonias fenicias en el Mediterráneo occidental, coincide con la expansión de este pueblo oriental por todo el Mediterráneo hacia el siglo XII a. C., con su centro principal en la colonia africana de Cartago. La presencia fenicia está limitada en la península ibérica a la costa andaluza y a una limitada zona de influencia interior, asociada a Tartessos. A los tirios se les atribuye la fundación de Gadir (actual Cádiz), en una fecha muy temprana (80 años después de la Guerra de Troya, lo que podría situarse en el 1100 a. C.). Esta ciudad, prestigiada con el templo de Melkart, habría sido la principal fuente del comercio fenicio con Tartessos.
Aunque hay objetos más antiguos, solo se han encontrado asentamientos fenicios a partir del siglo VIII a. C. en las costas de Málaga, como la propia Malaka o el Cerro del Villar, y Granada. Eran asentamientos comerciales que se empleaban para traficar con los centros de producción de metales del interior de la península, aunque también es probable que también hayan mantenido una economía agraria autosuficiente. Probablemente fueron ellos quienes introdujeron la metalurgia del hierro, bastante compleja, y el torno de alfarero.

### Griegos

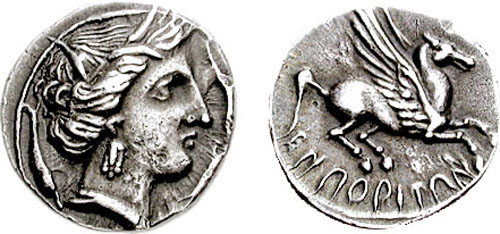
Moneda griega de Ampurias.

Respecto a los griegos, que denominaban Iberia a la península, se han encontrado bastantes objetos, principalmente vasijas cerámicas, en el territorio de Tartessos, pero solo a partir del siglo VI a. C. son lo suficientemente abundantes como para pensar que fueron los propios griegos quienes los introdujeron, fundamentalmente a través del puerto de Huelva. Es posible que reemplazasen a los fenicios en esa tarea, aprovechándose de su creciente decadencia.
Se citan numerosas colonias griegas en los textos, pero de la mayoría de ellas no se conserva resto alguno. Es probable que se tratasen de enclaves íberos o fenicios utilizados por los navegantes griegos para pernoctar, aprovisionarse y comerciar con los pueblos indígenas del interior, y a los que acabaron por dar sus propios nombres griegos. Los arqueólogos sitúan la mayor parte de los enclaves en la costa de Alicante. El único asentamiento seguro es el de Emporion (actual Ampurias, en la costa de la actual provincia de Gerona), fundada por los colonos procedentes de la ciudad griega de Massalia (actual Marsella, en la costa de la actual Francia) hacia el año 600 a. C. Muy pronto se convirtió en una colonia rica y próspera, que realizaba intercambios con el interior: los griegos proporcionaban cerámicas, vino y aceite a cambio de sal, esparto y telas de lino. Entre los siglos V y IV a. C. la colonia aumentó de tamaño, se amuralló y se dotó de una zona sagrada. Su convivencia con los íberos fue, hasta la época romana, bastante pacífica.
La influencia griega sobre los pueblos íberos se evidencia en muchos rasgos culturales y artísticos, e incluso en la adopción del alfabeto; hasta tal punto que se ha podido denominar "mediterranización" al proceso de homogeneización de las culturas indígenas peninsulares con el ámbito cultural mediterráneo.

### Cartagineses

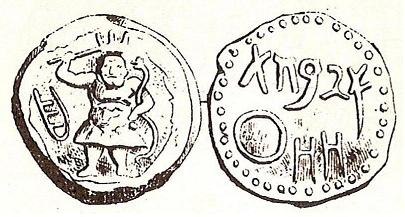
Moneda cartaginesa de Ibiza.

La época de mayor presencia púnica en la península ibérica fue entre los siglos IX y III a. C. El Estado cartaginés sustituyó a las ciudades fenicias en el control de las factorías comerciales costeras mediterráneas. El papel de estos establecimientos dejó de ser el mero intercambio de productos ultramarinos con productos del interior para pasar a ejercer una verdadera función directiva sobre la producción local, principalmente la metalúrgica dependiente de las minas de Castulo (actual Linares, en la provincia de Jaén). La influencia sobre las culturas ibéricas fue haciéndose progresivamente mayor, evidenciándose en la cerámica, los objetos funerarios, la introducción de ciertas mejoras en procesos industriales y agrícolas, la utilización del alfabeto (en la escasa epigrafía tartésica e íbera) y la implantación de divinidades púnicas, como la diosa Tanit (sobre todo en Baria —Villaricos, provincia de Almería— y en Gades). Más allá, la influencia cultural que pudo ejercer Cartago en la península parece escasa.
Según las fuentes clásicas romanas, el general cartaginés Asdrúbal el Bello en el año 227 a. C. fundó la ciudad de Qart Hadasht (actual Cartagena), posiblemente sobre un anterior asentamiento tartésico denominado Mastia Tarseion. Cartagena fue amurallada y reurbanizada y se convirtió en la principal base púnica de la península ibérica.
La colonia de Ebusus (Ibiza) fue un enclave estratégico para el dominio naval de Cartago en el Mediterráneo occidental.